# Graciliceratops
A Graciliceratops (nevének jelentése 'elegáns szarvarcú') a ceratopsia dinoszauruszok egyik neme, amely a késő kréta korban, Mongólia területén élt. Egyetlen részleges csontváza vált ismertté, amiről 2000-ben Paul Sereno készített leírást.
Típusfaja (és egyetlen ismert faja) a Graciliceratops mongoliensis.

## Osztályozás
A Graciliceratopsot a Ceratopsia csoportba sorolták be (az ógörög eredetű név jelentése 'szarvarcúak'), melybe papagájszerű csőrrel rendelkező, a mintegy 65 millió évvel ezelőtt befejeződött kréta időszakban Észak-Amerika és Ázsia területén élt dinoszauruszok tartoznak.

## Táplálkozás
A többi ceratopsiához hasonlóan az Graciliceratops növényevő volt. A kréta időszak során a virágos növények elterjedése földrajzilag korlátozott volt a szárazföldön, így valószínű, hogy ez a dinoszaurusz az időszak uralkodó növényeit, a harasztokat, a cikászokat és a tűlevelűeket fogyasztotta, éles csőrével lecsípve a leveleket vagy a fenyőtűket.

## Fordítás
- Ez a szócikk részben vagy egészben a Graciliceratops című angol Wikipédia-szócikk ezen változatának fordításán alapul.  Az eredeti cikk szerkesztőit annak laptörténete sorolja fel. Ez a jelzés csupán a megfogalmazás eredetét és a szerzői jogokat jelzi, nem szolgál a cikkben szereplő információk forrásmegjelöléseként.